# Janez Cvirn
Janez Cvirn,  slovenski zgodovinar, * 22. april 1960, Celje, † 7. avgust 2013, Ljubljana.

## Življenje in delo
Po končani osnovni šoli in Gimnaziji v Celju je študiral zgodovino in sociologijo na Filozofski fakulteti Univerze v Ljubljani in leta 1983 diplomiral. Istega leta se je kot arhivist zaposlil v Zgodovinskem arhivu Celje, leta 1985 pa kot kustos v Pokrajinskem muzeju Celje. Leta 1986 je končal magistrski in leta 1991 doktorski študij iz zgodovine. Istega leta je bil izvoljen za docenta za zgodovino Slovencev v 19. stoletju in se je zaposlil na Oddelku za zgodovino Filozofske fakultete v Ljubljani. Leta 1997 je bil izvoljen za izrednega in leta 2001 za rednega profesorja. Predaval je tudi na mariborski Filozofski fakulteti. Dejaven je bil v strokovnih združenjih, med drugim je bil urednik Celjskega zbornika, Kronike in ustanovitelj ter prvi urednik revije Zgodovina za vse.
Raziskoval je predvsem slovensko zgodovino 19. stoletja, med drugim zgodovino vsakdanjega življenja, največ pa se je ukvarjal z zgodovino Nemcev na Spodnjem Štajerskem. Iz teh tem je objavil vrsto monografij in znanstvenih člankov, bil pa je tudi glavni urednik obsežne Slovenske kronike XIX. stoletja. Skupaj z Andrejem Studnom je napisal tudi učbenik za pouk zgodovine v tretjem letniku gimnazije. Po njegovi knjigi je nastal scenarij za dokumentarni film o nacionalnih sporih v Celju ob koncu 19. in v začetku 20. stoletja, Aufbiks! (2006).

## Dela
- Janez Cvirn, Boj za Celje : Politična orientacija celjskega nemštva 1861-1907. Zbirka Zgodovinskega časopisa, 5. Ljubljana, 1988;
- Janez Cvirn, Kri v luft! Čreve na plot! : Oris družabnega življenja v Celju na prelomu stoletja. Ljubljana, 1990;
- Janez Cvirn, Trdnjavski trikotnik : Politična orientacija Nemcev na Spodnjem Štajerskem (1861-1914). Maribor, 1997 e-izdaja na portalu sistory.si;
- Janez Cvirn in Andrej Studen, Ko vihar dirjajo hlaponi : K socialni in kulturni zgodovini železnice v 19. stoletju. Ljubljana, 2001 e-izdaja na portalu sistory.si;
- Janez Cvirn, Boj za sveti zakon : prizadevanja za reformo poročnega prava od 18. stoletja do druge svetovne vojne. Zbirka Zgodovinskega časopisa, 30. Ljubljana, 2005;
- Janez Cvirn, Aufbiks! : Nacionalne razmere v Celju na prelomu 19. v 20. stoletje. Celje, 2006;
- Janez Cvirn, Razvoj ustavnosti in parlamentarizma v Habsburški monarhiji : Dunajski državni zbor in Slovenci (1848-1918). Ljubljana, 2006;
- Janez Cvirn, Dunajski državni zbor in Slovenci (1848-1918). Celje, Ljubljana, 2015. ISSN 1854-7591
- Janez Cvirn, Das “Festungsdreieck”: zur politischen Orientierung der Deutschen in der Untersteiermark (1861-1914). Ur. Ernst Bruckmüller, Meinhard Brunner, Janez Cvirn, Filip Čuček, Jure Gašparič, Martin Moll, Mojca Šorn in Andrej Studen. Wien, 2016. ISBN 978-3-643-50757-0